# 1988-as Dakar-rali
Az 1988-as Dakar-rali 1988. január 1-jén rajtolt Versaillesban és január 22-én ért véget Dakarban.  A 10. alkalommal megrendezett versenyen 183 motoros és 311 autós egység indult.

## Útvonal
A versenyzők 12.874 km megtétele után, Franciaország, Algéria, Niger, Mali és  Mauritánia éríntésével jutottak el a Szenegál fővárosába  Dakarba.
| Szakasz | Dátum                 | Honnan           | Hova             | Össztáv (km) |
| ------- | --------------------- | ---------------- | ---------------- | ------------ |
| 1       | január 1.             | Versailles       | Versailles       |              |
|         | január 2. – január 3. | Utazás Afrikába  |                  |              |
| 2       | január 4.             | Algír            | El Oued          | 600          |
| 3       | január 5.             | El Oued          | Hassi Messaoud   | 594          |
| 4       | január 6.             | Hassi Messaoud   | Bordj Omar Driss | 608          |
| 5       | január 7.             | Bordj Omar Driss | Tamanrasset      | 987          |
| 6       | január 8.             | Tamanrasset      | Djanet           | 637          |
| 7       | január 9.             | Djanet           | Djado            | 742          |
| 8       | január 10.            | Djado            | Agadez           | 746          |
|         | január 11.            | Pihenőnap        |                  |              |
| 9       | január 12.            | Agadez           | Niamey           | 819          |
| 10      | január 13.            | Niamey           | Kidal            | 646          |
| 11      | január 14.            | Kidal            | Tessalit         | 450          |
| 12      | január 15.            | Tessalit         | Lemjebir         | 698          |
| 13      | január 16.            | Lemjebir         | Timbuktu         | 630          |
| 14      | január 17.            | Timbuktu         | Bamako           | 676          |
| 15      | január 18.            | Bamako           | Kayes            | 531          |
| 16      | január 19.            | Kayes            | Moudjeria        | 530          |
| 17      | január 20.            | Moujderia        | Nuakchott        | 647          |
| 18      | január 21.            | Nuakchott        | Richard Toll     | 510          |
| 19      | január 22.            | Richard Toll     | Dakar            | 300          |

## Végeredmény
A versenyt összesen 34 motoros és 117 autós fejezte be.

### Motor
|    | Versenyző    | Motor  |
| -- | ------------ | ------ |
| 1. | Edi Orioli   | Honda  |
| 2. | Franco Picco | Yamaha |
| 3. | Gilles Lalay | Honda  |

### Autó
|    | Versenyző           | Motor      |
| -- | ------------------- | ---------- |
| 1. | Juha Kankkunen      | Peugeot    |
| 2. | Sinodzuka Kendzsiró | Mitsubishi |
| 3. | Patrick Tambay      | Mitsubishi |